# Campionato mondiale di hockey su prato femminile 1986

## Formula
12 squadre sono state inserite inizialmente in due gironi composti da 6 squadre ciascuno, in cui ogni squadra ha affrontato le altre appartenenti allo stesso girone. Le prime due di ogni gruppo si sono qualificate alle semifinali del torneo a eliminazione diretta. Le due vincenti delle semifinali si sono affrontate nella finalissima per la medaglia d'oro, mentre le due perdenti hanno disputato la finale 3º-4º posto, che assegna la medaglia di bronzo.

## Risultati

### Fase preliminare
Le migliori due squadre di ogni gruppo passano alle semifinali.
|  | Qualificate alle semifinali |
|  | Eliminate                   |

#### Gruppo A
| Squadra     | Pt | PG | V | P | S | GF | GS | Diff.za |
| ----------- | -- | -- | - | - | - | -- | -- | ------- |
| Paesi Bassi | 8  | 5  | 4 | 0 | 1 | 17 | 7  | 10      |
| Canada      | 8  | 5  | 4 | 0 | 1 | 7  | 4  | 3       |
| Australia   | 7  | 5  | 3 | 1 | 1 | 16 | 6  | 10      |
| Inghilterra | 4  | 5  | 1 | 2 | 2 | 6  | 10 | −4      |
| Scozia      | 2  | 5  | 1 | 0 | 4 | 5  | 13 | −8      |
| Spagna      | 1  | 5  | 0 | 1 | 4 | 5  | 16 | −11     |

#### Partite Gruppo A
| Arbitro: | Corinne Pritchard l. Lawton |

|                                     |           |                          |
| Lejeune 32’ Lejeune 45’ Lejeune 50’ | Marcatori | Ramsay 55’ Messenger 61’ |

| Arbitro: | Naomi Kato M. Theus |

|                        |           |                         |
| Clement 5’ Clement 70’ | Marcatori | Dixon 37’ Bannister 65’ |

| Arbitro: | Christianne Asselman Raisa Filimanov |

|           |           |                                       |
| Muñoz 14’ | Marcatori | Forshaw 10’ Charlton 51’ Charlton 56’ |

| Arbitro: | E. Farke Christianne Asselman |

|                                                                      |           |           |
| van Doorn 5’ von Weiler 25’ von Weiler 38’ Hillen 61’ von Weiler 62’ | Marcatori | Dixon 50’ |

| Arbitro: | L. Lawton F. Molinari-Westerbring |

|                         |           |  |
| Denning 12’ Denning 27’ | Marcatori |  |

| Arbitro: | M. Theus Corinne Pritchard |

|           |           |                                     |
| Antem 67’ | Marcatori | Ramsay 18’ Fraser 28’ Messenger 61’ |

| Arbitro: | Corinne Pritchard F. Molinari-Westerbring |

|                                           |           |                         |
| Lejeune 21’ von Weiler 42’ von Weiler 44’ | Marcatori | Denning 31’ Pereira 68’ |

| Arbitro: | Naomi Kato Christianne Asselman |

|                       |           |                      |
| Parker 57’ Lister 63’ | Marcatori | Antem 27’ Dorado 42’ |

| Arbitro: | Raisa Filimanova E. Farke |

|         |           |  |
| Lyn 56’ | Marcatori |  |

| Arbitro: | M Theus Raisa Filimanova |

|                                            |           |           |
| Sunderland 11’ Buchanan 54’ Sunderland 56’ | Marcatori | Antem 66’ |

| Arbitro: | L. Lawton F. Molinari-Westerbring |

|           |           |  |
| Dixon 11’ | Marcatori |  |

| Arbitro: | Naomi Kato E. Farke |

|               |           |                   |
| van Doorn 11’ | Marcatori | Conn 21’ Conn 29’ |

| Arbitro: | Christianne Asselman L. Lawton |

| |           |  |
| Denning 5’ Bowman-Sullivan 19’ Denning 22’ Bowman-Sullivan 43’ Sunderland 44’ Denning 60’ Pereira 63’ | Marcatori |  |

| Arbitro: | F. Molinari-Westerbring Naomi Kato |

|                                                                   |           |  |
| Eijsvogel 12’ Lejeune 18’ Lejeune 22’ Eijsvogel 45’ van Doorn 53’ | Marcatori |  |

| Arbitro: | M. Theu Corinne Pritchard |

|  |           |        |
|  | Marcatori | Lyn 5’ |

#### Gruppo B
| Squadra          | Pt | PG | V | P | S | GF | GS | Diff.za |
| ---------------- | -- | -- | - | - | - | -- | -- | ------- |
| Germania Ovest   | 6  | 5  | 1 | 4 | 0 | 7  | 3  | 4       |
| Nuova Zelanda    | 6  | 5  | 2 | 2 | 1 | 11 | 10 | 1       |
| Argentina        | 5  | 5  | 1 | 3 | 1 | 5  | 6  | -1      |
| Unione Sovietica | 5  | 5  | 2 | 1 | 2 | 10 | 13 | −3      |
| Stati Uniti      | 4  | 5  | 1 | 2 | 2 | 7  | 7  | 0       |
| Irlanda          | 4  | 5  | 1 | 2 | 2 | 9  | 10 | -1      |

#### Partite Gruppo B
| Amstelveen 15 agosto 1986, ore 9:00 UTC+1 Incontro 1 | Germania Ovest              | 0 – 0 referto | Irlanda | Wagener Stadium\| Arbitro: \| Margaret Lanni Angela Lario \| |
| Arbitro:                                             | Margaret Lanni Angela Lario |               |         |                                                              |

| Arbitro: | Jean Robertson R. Tong |

|               |           |         |
| Bell-Kake 47’ | Marcatori | Liz 63’ |

| Arbitro: | A. Poelmans Salobrar Hernandez |

|                         |           |                                              |
| Morgan 25’ Donnelly 65’ | Marcatori | Krasnikova 13’ Krasnikova 18’ Krasnikova 68’ |

| Amstelveen 16 agosto 1986, ore 9:00 UTC+1 Incontro 7 | Germania Ovest             | 0 – 0 referto | Argentina | Wagener Stadium\| Arbitro: \| A. Poelmans Jean Robertson \| |
| Arbitro:                                             | A. Poelmans Jean Robertson |               |           |                                                             |

| Arbitro: | Jolanda Mohlmann Margaret Lanning |

|                                   |           |                                             |
| Barnwell 5’ Barnwell 7’ Fusco 52’ | Marcatori | Kanaporene 1’ Krasnikova 18’ Krasnikova 54’ |

| Arbitro: | Brigitte de Vries-Scheeren Angela Lario |

|                             |           |           |
| Clinton 13’ Littleworth 47’ | Marcatori | Morgan 3’ |

| Arbitro: | Salobrar Hernandez Brigitte de Vries-Scheeren |

|                |           |                   |
| Krasnikova 13’ | Marcatori | Liz 23’ Palma 35’ |

| Arbitro: | A. Poelmans R. Tong |

|  |           |                           |
|  | Marcatori | Johnson 33’ Hightower 56’ |

| Arbitro: | Jolanda Mohlmann Angela Lario |

|                      |           |                       |
| Moser 22’ Schmid 69’ | Marcatori | Clinton 35’ Baker 51’ |

| Arbitro: | Jolanda Mohlmann R. Tong |

|                               |           |           |
| Nagle 38’ Drum 40’ Browne 68’ | Marcatori | Palma 35’ |

| Arbitro: | Margaret Lanning Jean Robertson |

|                            |           |                                              |
| Littleworth 41’ Martin 45’ | Marcatori | Krasnikova 43’ Kanaporene 56’ Kanaporene 70’ |

| Arbitro: | Brigitte de Vries-Scheere Salobrar Hernandez |

|            |           |             |
| Schmid 20’ | Marcatori | Johnson 49’ |

| Arbitro: | Salobrar Hernandez Margaret Lanning |

|                                                  |           |                                        |
| Arthur 6’ Clinton 13’ Martin 46’ Littleworth 62’ | Marcatori | Barnwell 15’ Barnwell 44’ Barnwell 70’ |

| Arbitro: | Brigitte de Vries-Scheeren Jolanda Mohlman |

|              |           |         |
| Donnelly 70’ | Marcatori | Liz 33’ |

| Arbitro: | Jean Robertson R. Tong |

|                                                   |           |  |
| Jungjohann 14’ Appel 43’ Appel 45’ Blumenberg 55’ | Marcatori |  |

### Classifica dal quinto al dodicesimo posto
|  | Eliminatorie | Eliminatorie | Eliminatorie |        |             | 9º classificato  | 9º classificato  | 9º classificato  |  |
|  |              |              |              |        |             |                  |                  |                  |  |
|  | Scozia       | Scozia       | 2            |        |             |                  |                  |                  |  |
|  | Scozia       | Scozia       | 2            |        |             |                  |                  |                  |  |
|  | Irlanda      | Irlanda      | 0            |        |             |                  |                  |                  |  |
|  | Irlanda      | Irlanda      | 0            |        | Stati Uniti | Stati Uniti      | 1                |                  |  |
|  |              |              |              |        | Stati Uniti | Stati Uniti      | 1                |                  |  |
|  |              |              | Scozia       | Scozia | 0           |                  |                  |                  |  |
|  | Stati Uniti  | Stati Uniti  | Scozia       | Scozia | 0           | 4                |                  |                  |  |
|  | Stati Uniti  | Stati Uniti  |              |        |             | 4                |                  |                  |  |
|  | Spagna       | Spagna       | 0            |        |             | 11º classificato | 11º classificato | 11º classificato |  |
|  | Spagna       | Spagna       | 0            |        |             |                  |                  |                  |  |
|  |              |              |              |        |             |                  |                  |                  |  |
|  |              |              |              |        |             | Spagna           | Spagna           | 1 (2)            |  |
|  |              |              |              |        |             | Spagna           | Spagna           | 1 (2)            |  |
|  |              |              |              |        |             | Irlanda          | Irlanda          | 1 (1)            |  |

#### Eliminatorie
| Arbitro: | Jolanda Mohlmann E. Farke |

|                                                   |           |  |
| Johnson 32’ Johnson 34’ Johnson 39’ Hightower 53’ | Marcatori |  |

| Arbitro: | M. Theus Corinne Pritchard |

|                         |           |  |
| Ramsay 8’ Messenger 68’ | Marcatori |  |

#### Undicesimo e dodicesimo posto
| Arbitro: | Raisa Filimanova Christianne Asselman |

|                    |           |              |
| Atem 41’ Motos 81’ | Marcatori | Barnwell 53’ |

#### Nono e decimo
| Arbitro: | F Molinari-Westerbring A. Poelmans |

|            |           |  |
| Morgan 37’ | Marcatori |  |

|  | Eliminatorie     | Eliminatorie     | Eliminatorie |           |             | 5º classificato  | 5º classificato  | 5º classificato |  |
|  |                  |                  |              |           |             |                  |                  |                 |  |
|  | Australia        | Australia        | 7            |           |             |                  |                  |                 |  |
|  | Australia        | Australia        | 7            |           |             |                  |                  |                 |  |
|  | Unione Sovietica | Unione Sovietica | 0            |           |             |                  |                  |                 |  |
|  | Unione Sovietica | Unione Sovietica | 0            |           | Inghilterra | Inghilterra      | 2 (3)            |                 |  |
|  |                  |                  |              |           | Inghilterra | Inghilterra      | 2 (3)            |                 |  |
|  |                  |                  | Australia    | Australia | 2 (2)       |                  |                  |                 |  |
|  | Inghilterra      | Inghilterra      | Australia    | Australia | 2 (2)       | 2                |                  |                 |  |
|  | Inghilterra      | Inghilterra      |              |           |             | 2                |                  |                 |  |
|  | Argentina        | Argentina        | 0            |           |             | 7º classificato  | 7º classificato  | 7º classificato |  |
|  | Argentina        | Argentina        | 0            |           |             |                  |                  |                 |  |
|  |                  |                  |              |           |             |                  |                  |                 |  |
|  |                  |                  |              |           |             | Argentina        | Argentina        | 2 (3)           |  |
|  |                  |                  |              |           |             | Argentina        | Argentina        | 2 (3)           |  |
|  |                  |                  |              |           |             | Unione Sovietica | Unione Sovietica | 2 (2)           |  |

#### Eliminatorie
| Arbitro: | Angela Lario (ESP) Brigitte de Vries-Scheere |

|                        |           |  |
| Holwell 43’ Parker 68’ | Marcatori |  |

| Arbitro: | A. Poelmans Margaret Lanning |

|                                                                                |           |  |
| Capes 6’ Grant 23’ Pereira 38’ Pereira 46’ Pereira 49’ Pereira 67’ Heberle 70’ | Marcatori |  |

#### Settimo e ottavo
| Arbitro: | Corinne Pritchard Naomi Kato |

|                              |           |                              |
| Liz 63’ Liz 66’ Belmonte 97’ | Marcatori | Kuznetsova 9’ Krasnikova 54’ |

#### Quinto e sesto
| Arbitro: | R. Tong Salobrar Hernandez |

|                                 |           |                       |
| Parker 32’ Parker 51’ Brown 86’ | Marcatori | Grant 14’ Clement 66’ |

### Fase a eliminazione diretta

#### Tabellone
|  | Semifinali     | Semifinali     | Semifinali     |                |             | Finale          | Finale          | Finale          |  |
|  |                |                |                |                |             |                 |                 |                 |  |
|  | Germania Ovest | Germania Ovest | 4              |                |             |                 |                 |                 |  |
|  | Germania Ovest | Germania Ovest | 4              |                |             |                 |                 |                 |  |
|  | Canada         | Canada         | 1              |                |             |                 |                 |                 |  |
|  | Canada         | Canada         | 1              |                | Paesi Bassi | Paesi Bassi     | 3               |                 |  |
|  |                |                |                |                | Paesi Bassi | Paesi Bassi     | 3               |                 |  |
|  |                |                | Germania Ovest | Germania Ovest | 0           |                 |                 |                 |  |
|  | Paesi Bassi    | Paesi Bassi    | Germania Ovest | Germania Ovest | 0           | 3               |                 |                 |  |
|  | Paesi Bassi    | Paesi Bassi    |                |                |             | 3               |                 |                 |  |
|  | Nuova Zelanda  | Nuova Zelanda  | 1              |                |             | Finale 3º posto | Finale 3º posto | Finale 3º posto |  |
|  | Nuova Zelanda  | Nuova Zelanda  | 1              |                |             |                 |                 |                 |  |
|  |                |                |                |                |             |                 |                 |                 |  |
|  |                |                |                |                |             | Canada          | Canada          | 2 (3)           |  |
|  |                |                |                |                |             | Canada          | Canada          | 2 (3)           |  |
|  |                |                |                |                |             | Nuova Zelanda   | Nuova Zelanda   | 2 (2)           |  |

#### Semifinali
| Arbitro: | R. Tong Salobrar Hernande |

|                                            |           |             |
| Schmid 16’ Schmid 29’ Schmid 40’ Appel 54’ | Marcatori | Forshaw 33’ |

| Arbitro: | Jean Robertson L. Lawton |

|                                   |           |             |
| Lejeune 9’ von Weiler 16’ Ohr 38’ | Marcatori | Clinton 42’ |

#### Finale per il terzo posto
| Arbitro: | Brigitte de Vries-Scheeren L. Lawton |

|                                |           |                         |
| Conn 58’ Branchaud 67’ Lyn 72’ | Marcatori | Furmage 34’ Clinton 63’ |

#### Finale
| Arbitro: | Jean Robertson Margaret Lanning |

|                                        |           |  |
| Eijsvogel 10’ Lejeune 17’ Le Poole 66’ | Marcatori |  |

| Campione del mondo di Hockey su prato femminile del 1978 |
| -------------------------------------------------------- |
| Paesi Bassi 4º titolo                                    |

## Squadra vincitrice
| Giocatore               | Status       |
| ----------------------- | ------------ |
| Det de Beus             | Portiere     |
| Yvonne Buter            | Portiere     |
| Terry Sibbing           | Giocatrice   |
| Laurien Willemse        | Giocatrice   |
| Marjolein Eijsvogel     | Capitano     |
| Lisanne Lejeune         | Giocatrice   |
| Marjolein De Leeuw      | Giocatrice   |
| Sandra Le Poole         | Giocatrice   |
| Hillen Elsemieke        | Giocatrice   |
| Marieke Van Doorn       | Giocatrice   |
| Sophie von Weiler       | Giocatrice   |
| Aletta van Manen        | Giocatrice   |
| Ingrid Wolff            | Giocatrice   |
| Helen Van der Ben       | Giocatrice   |
| Martine Ohr             | Giocatrice   |
| Anneloe Nieuwenhuizen   | Giocatrice   |
| Cora de Wilde-de Grooth | Team Manager |

## Statistiche

### Classifica finale
| Classifica | Nazionale        |
| ---------- | ---------------- |
| Oro        | Paesi Bassi      |
| Argento    | Germania Ovest   |
| Bronzo     | Canada           |
| 4          | Nuova Zelanda    |
| 5          | Inghilterra      |
| 6          | Australia        |
| 7          | Argentina        |
| 8          | Unione Sovietica |
| 9          | Stati Uniti      |
| 10         | Scozia           |
| 11         | Spagna           |
| 12         | Irlanda          |

Fonte.